# Baraka (film)
Baraka is een niet-verhalende film uit 1992, geregisseerd door Ron Fricke. De titel Baraka betekent zegen in meerdere talen en vindt zijn oorsprong in het Arabische woord بركة
De film wordt vaak vergeleken met Koyaanisqatsi, dat het eerste deel is uit de Qatsi-trilogie van Godfrey Reggio voor wie Fricke director of photography was. Baraka was de eerste film die weer werd gefilmd in 70mm Todd-AO-formaat na meer dan twintig jaar.

## Verhaal
Baraka heeft geen duidelijke verhaallijn, geen acteurs, geen dialogen en geen voice-over. In plaats daarvan snijdt de film thema's aan en probeert daarbij emoties los te maken bij kijkers door beelden en stemmige muziek. Baraka is een caleidoscoop, een compilatie beelden die het leven van mensen en natuur over de gehele wereld in kaart moeten brengen.
Wat de onderwerpen betreft lijkt Baraka erg op Koyaanisqatsi. Het gaat hierbij om beelden van landschappen, kerken, ruïnes, religieuze ceremonies en steden die vol met leven zitten. Hierbij wordt veelvuldig gebruikgemaakt van time-lapse-fotografie. De afstand waarop het is gefilmd en de filmtechniek zorgen ervoor dat het idee van het kijken naar een mierenkolonie ontstaat.
De film bestaat uit twintig hoofdstukken, verspreid over drie secties:
- Sectie 1: Hoofdstukken 01-07: De ongerepte natuur – oorspronkelijke bewoners, hun rituelen en hoe geïntegreerd ze met de natuur zijn.
  - Hoofdstuk 01 – Sneeuw en ijs
  - Hoofdstuk 02 – Tempels
  - Hoofdstuk 03 – Licht en schaduw
  - Hoofdstuk 04 – De vulkaan
  - Hoofdstuk 05 – Galapagoseilanden
  - Hoofdstuk 06 – Iguazu-watervallen
  - Hoofdstuk 07 – Afrika
- Sectie 2: Hoofdstukken 08-15: De roofbouw van techniek op natuur – De mens staat ver van de natuur – Oorlog en concentratiekampen.
  - Hoofdstuk 08 – Sigaretten
  - Hoofdstuk 09 – Het wassen buiten
  - Hoofdstuk 10 – Chaos in het verkeer
  - Hoofdstuk 11 – Massaproductie
  - Hoofdstuk 12 – Gestoordheid
  - Hoofdstuk 13 – Vliegtuigkerkhof
  - Hoofdstuk 14 – De schaduw van het verleden
  - Hoofdstuk 15 – Terracottaleger
- Sectie 2: Hoofdstukken 16-20: Oude, nog bestaande culturen – De ruïnes van vervlogen culturen – De niet vergankelijkheid en vergankelijkheid van menselijke invloed op de aarde.
  - Hoofdstuk 16 – Het leven op en langs de rivier de Ganges
  - Hoofdstuk 17 – Zee van wolken
  - Hoofdstuk 18 – De Ka'aba
  - Hoofdstuk 19 – De sterrenhemel
  - Hoofdstuk 20 – Aftiteling

## Opvolger
De opvolger van Baraka is Samsara. Deze film werd gemaakt door dezelfde filmmakers en had zijn première op het Toronto International Film Festival in 2011.

## Filmlocaties
De film werd gefilmd op 152 locaties in 23 landen:
| Argentinië China Frankrijk Iran Israël Nepal Thailand Verenigde Staten | Australië Ecuador India Italië Kenia Polen Vaticaanstad | Colombia Egypte Indonesië Japan Koeweit Saoedi-Arabië Tunesië Turkije |

Hieronder een fotogalerij van enkele locaties uit de film:

Enkele locaties uit de film
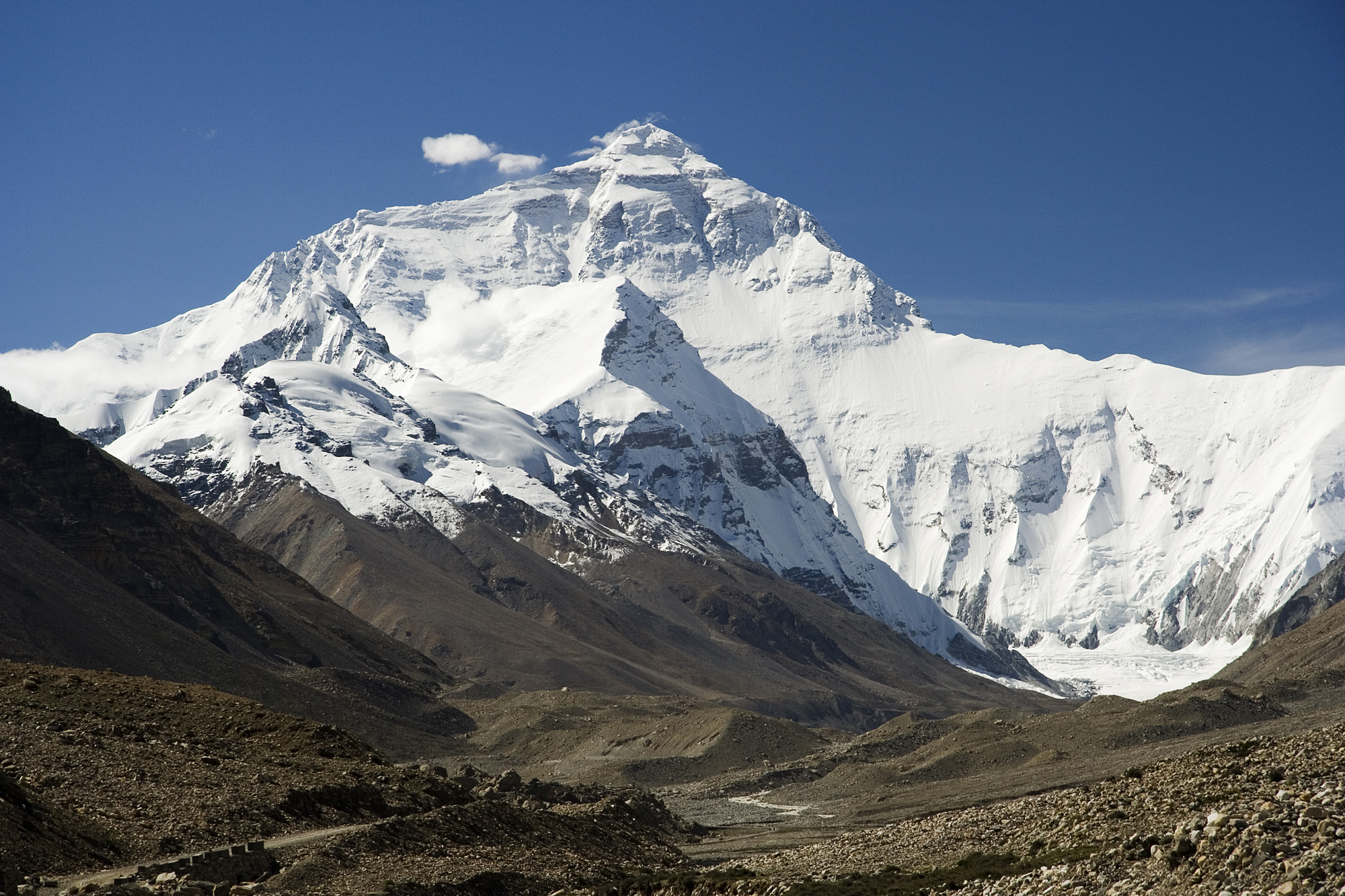
Mount Everest
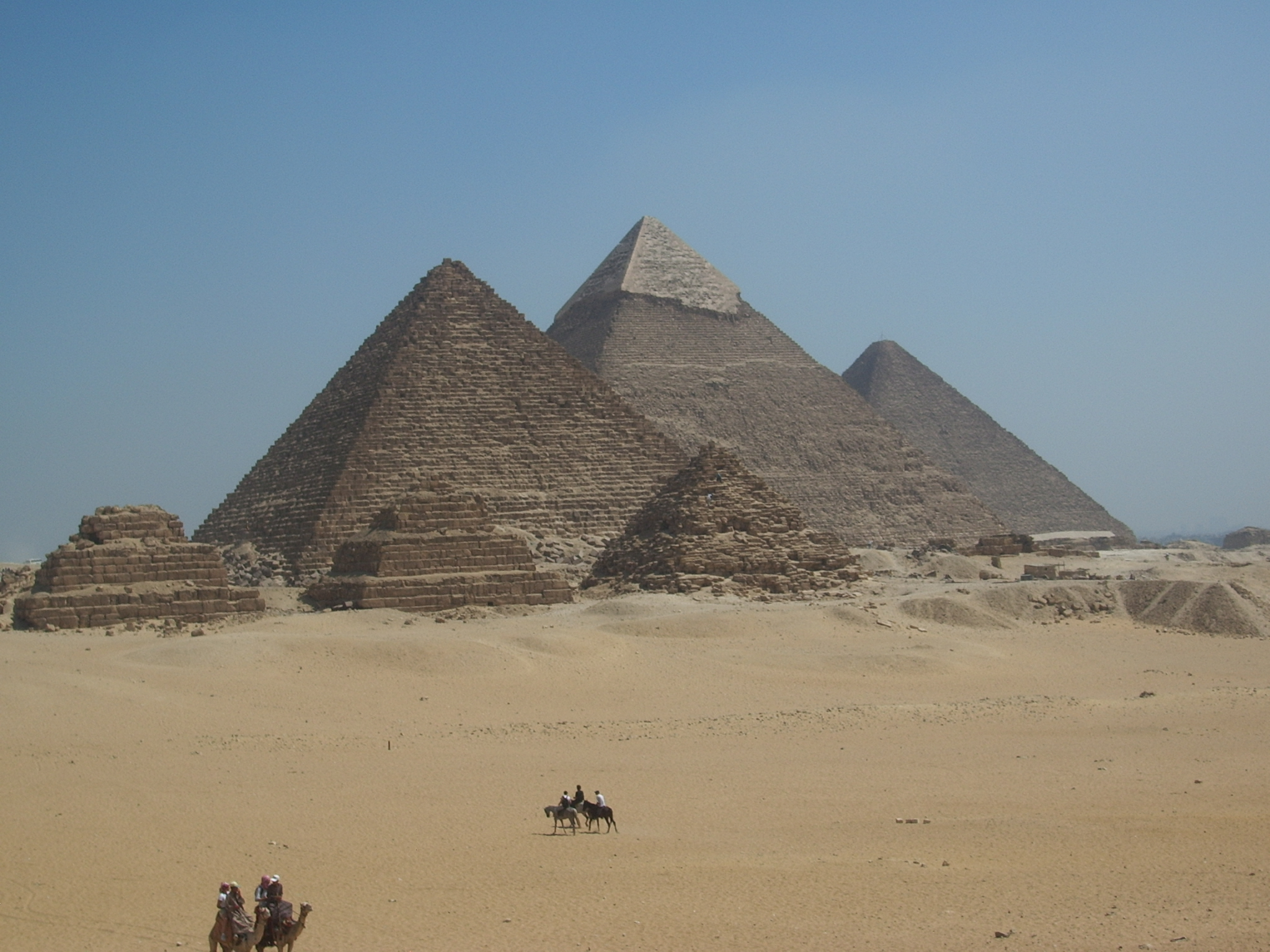
Piramiden van Gizeh
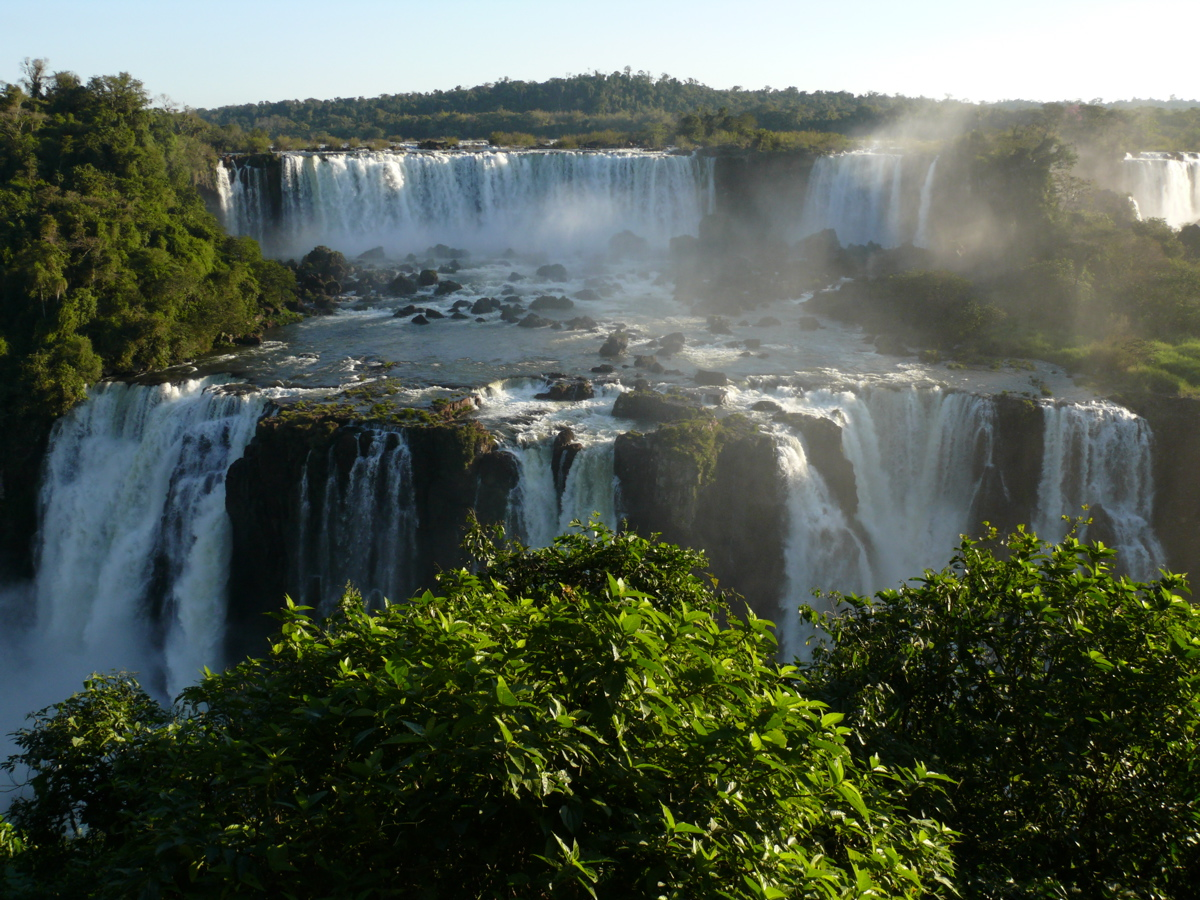
Iguazu Falls
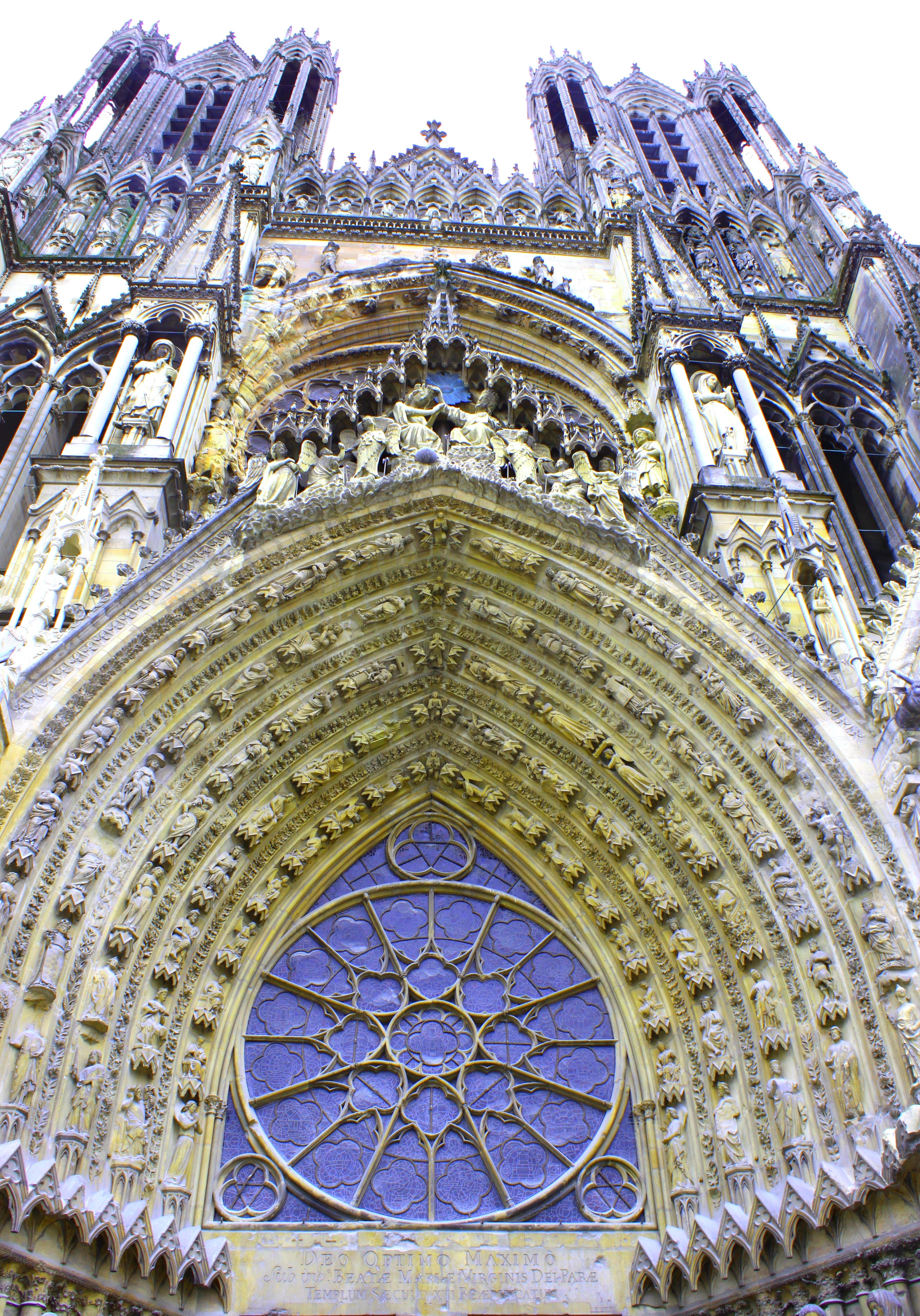
Notre-Dame de Reims
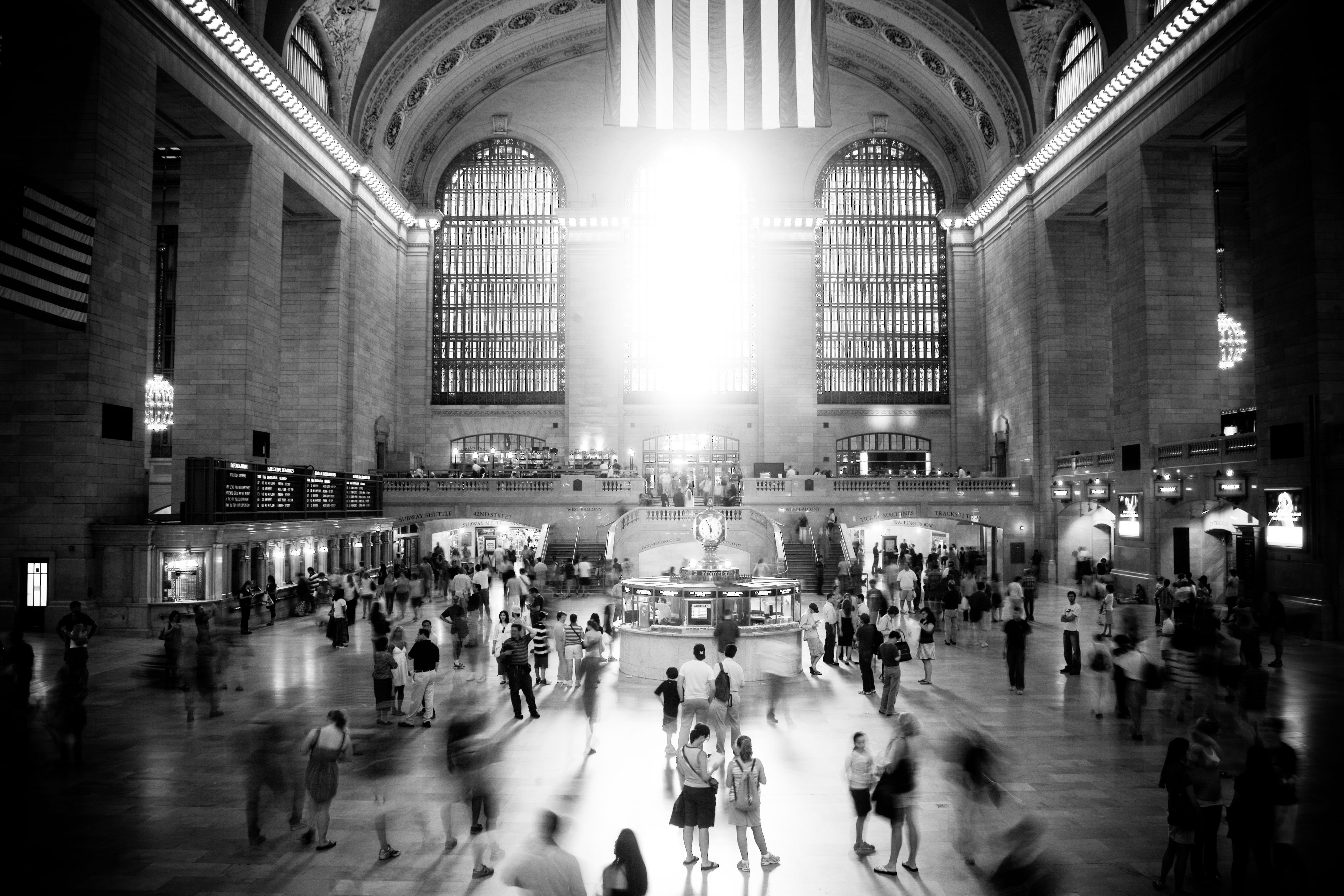
Grand Central Terminal
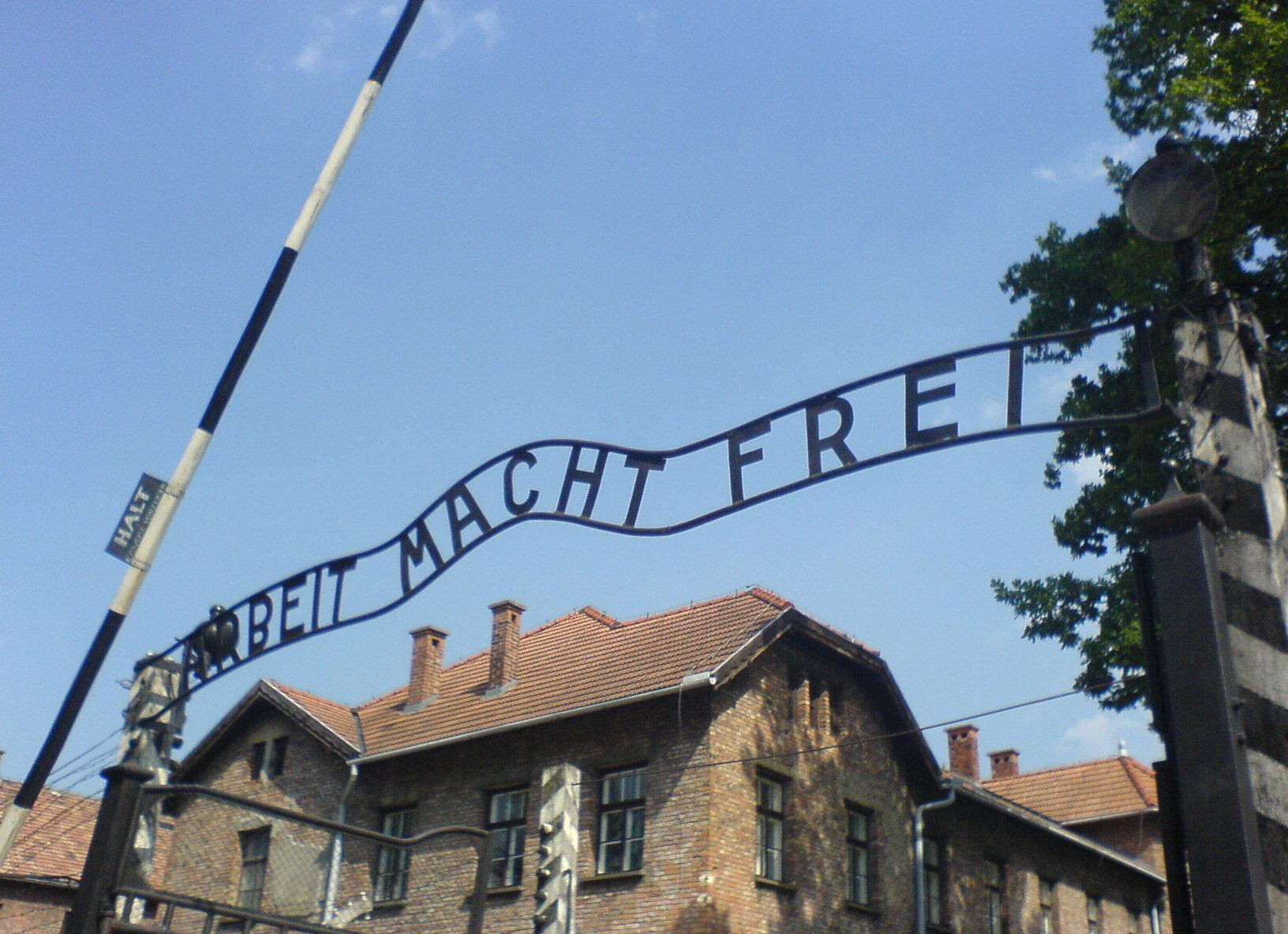
Auschwitz

 Het betreffen hier geen afbeeldingen uit de film

### Afrika
- Egypte: Caïro, Saqqara, Piramiden van Gizeh, Tempelcomplexen van Karnak, Luxor, Ramesseum
- Kenia: Lake Magadi, Mara Kichwan Tembo Manyatta, Mara Rianta Manyatta, Masaai Mara
- Tanzania: Natronmeer

### Verenigde Staten
- Arizona: American Express, Phoenix, Canyon de Chelly National Monument, Chinle, Davis-Monthan Air Force Base, Tucson, Kitt Peak National Observatory, Peabody Coal Mine, Black Mesa
- Californië: Big Sur, Los Angeles, Oakland
- Colorado: Mesa Verde National Park
- Hawaï: Nationaal park Haleakala, Maui, Kona, Puʻu ʻŌʻō, Nationaal park Hawaii Volcanoes
- New York: Empire State Building, Grand Central Terminal, Green Haven Correctional Facility, Helmsley Building, McGraw-Hill Building, Stormville, New York, World Trade Center
- Utah: Arches National Park, Moab, Canyonlands National Park
- Andere: Shiprock (New Mexico), Witte Huis, Southlake (Texas)

### Zuid-Amerika
- Argentinië: Nationaal park Iguazú, Misiones
- Brazilië: Carajás Animal Reserve, Pará, Watervallen van de Iguaçu, Paraná, Ipanema, Caiapó Village, Pará, Porto Velho, Rondônia, Represa Samuel, Rio Preto, Minas Gerais, Rio de Janeiro, Favela da Rocinha, São Paulo (stad), São Paulo (staat)
- Ecuador: Barrio Mapasingue, Guayaquil, Cementerio Ciudad Blanca (witte kerkhofstad), Galapagoseilanden, Guayaquil

### Azië
- Cambodja: Angkor Thom, Angkor Wat, Angkor, Bayon, Phnom Penh, Preah Khan, Siem Reap, Ta Proum, Tonle Omm Gate, Tuol Sleng Museum, Choeung Ek
- China: Beijing, Grote Hal van het Volk, Guilin, Kowloon Walled City, Kowloon, Hongkong, Li River, Qin Shi Huang, Plein van de Hemelse Vrede, Xi'an
- India: Calcutta, West-Bengalen, Chennai, Tamil Nadu, Ganges, Ghats, Kailashnath Temple, National Museum of India, New Delhi, Vandharajan Temple, Varanasi, Uttar Pradesh
- Indonesië: Borobudur, Java, Candi Nandi, Prambanan, Candi Perwara, Gudang Garam Cigarette Factory, Kediri, Kasunanan Palace, Surakarta, Istiqlal Mosque, Jakarta, Kediri, Tabanan, Bali, Mancan Padi, vallei van de Bromo-vulkaan Tampak Siring, Tegallalang, Temple Gunung Kawi, Uluwatu
- Iran: Imam Mosque, Imam Reza shrine, Mashhad, Isfahan, Persepolis, Shah Chiragh, Shiraz
- Japan: Green Plaza Capsule Hotel, Hokke-Ji Temple, JVE Yokosuka Factory, Kyoto, Meiji Shrine, Nagano Springs, Nara, Nittaku, Ryōan-ji Temple, Sangho-ji Temple, Shinjuku Station, Tokio, Station Shibuya, Tomoe Shizung & Hakutobo, Yamanouchi-Machi, Zoujou-Ji Temple
- Israël: Heilig Grafkerk, Westmuur
- Koeweit: Ahmadi, Burgan Field, Jahra Road, Mitla Ridge. Farouk Abdul-Aziz heeft hiervoor onderzoek gedaan en produceerde dit gedeelte van de film.
- Nepal: Bhaktapur, Bouddhanath, Durbar-plein, Kathmandu, Hanuman Ghat, Himalaya, Mount Everest, Mount Thamserku, Pasupati, Swayambhu
- Saoedi-Arabië: Mekka
- Thailand: Changwat Ayutthaya, Bang Pa-ln, Bangkok, NMB-fabriek, Patpong, Soi Cowboy, Wat Arun, Wat Suthat

### Oceanië
- Australië: Bathurst, Noordelijk Territorium, Cocinda, Jim Jim watervallen, Kakadu National Park, Kunwarde Hwarde vallei

### Europa
- Polen: Auschwitz
- Frankrijk: Kathedraal van Chartres, Notre-Dame de Reims
- Vaticaanstad: Sint-Pietersbasiliek
- Turkije: Hagia Sophia, Istanboel, Galata Mevlevi-tempel (Beiden aan de Europese kant van de Bosporus)